# Mallophora fulviventris
Mallophora fulviventris là một loài ruồi trong họ Asilidae. Mallophora fulviventris được Macquart miêu tả năm 1850.